# Franz Steffens (Wirtschaftsinformatiker)
Franz Steffens (* 2. März 1933; † 26. Juli 2017) war ein deutscher Wirtschaftswissenschaftler und Wirtschaftsinformatiker.

## Leben
Franz Steffens studierte von 1955 bis 1959 Wirtschafts- und Sozialwissenschaften an der Universität zu Köln. Von 1960 bis 1966 arbeitete er dort als Assistent bei Erich Gutenberg und wurde am 23. Juli 1965 mit einer betriebswirtschaftlichen Arbeit promoviert. Von 1966 bis 1972 war Steffens in der Industrie tätig und arbeitete parallel als Lehrbeauftragter an den Universitäten Mannheim und Frankfurt am Main. An der Goethe-Universität habilitierte er sich 1972 für das Fach Betriebswirtschaftslehre. Nach seiner Habilitation wurde er 1972 auf den Lehrstuhl für Allgemeine Betriebswirtschaftslehre, Organisation und Wirtschaftsinformatik an der Universität Mannheim berufen, den er bis 2001 innehatte. Franz Steffens war maßgeblich an der Etablierung des neuen Studiengangs Wirtschaftsinformatik beteiligt, der zum Wintersemester 1984/85 in Mannheim startete.
Seit 2001 leitete Steffens das aus seiner Forschungsgruppe Wirtschaftsinformatik hervorgegangene BIT („Business Information Technology“) Institute an der Universität Mannheim. Ziele seiner Arbeit am BIT Institute reichten von anwendungsnahen Aufgaben wie der Analyse von Unternehmenssoftware bis hin zur Entwicklung eines Meta-Informationssystems. Einen exemplarischen Einblick in die Arbeitsgebiete von Franz Steffens in den Jahren nach 2001 geben Studienarbeiten und Dissertationen, die in den folgenden Jahren am BIT Institute entstanden sind.